# Waśniów-Poduchowne
Waśniów-Poduchowne – część wsi Waśniów w Polsce, położona w województwie świętokrzyskim, w powiecie ostrowieckim, w gminie Waśniów.
W latach 1975—1998 Waśniów-Poduchowne administracyjnie należało do województwa kieleckiego.